# Porichthys margaritatus
Porichthys margaritatus är en fiskart som först beskrevs av Richardson, 1844.  Porichthys margaritatus ingår i släktet Porichthys och familjen paddfiskar. IUCN kategoriserar arten globalt som livskraftig. Inga underarter finns listade i Catalogue of Life.